# Qızılağac (Masallı)
Qızılağac è un comune dell'Azerbaigian situato nel distretto di Masallı. Conta una popolazione di 5 152 abitanti.